# Kakaobäume
Die Kakaobäume (Theobroma) sind eine Pflanzengattung von Bäumen innerhalb der Familie der Malvengewächse (Malvaceae). Das natürliche Verbreitungsgebiet der etwa 22 Arten ist die Neotropis. Bekannteste Art dieser Gattung ist der Kakaobaum, doch wird auch aus den Samen anderer Arten Kakao und Schokolade hergestellt.

## Beschreibung

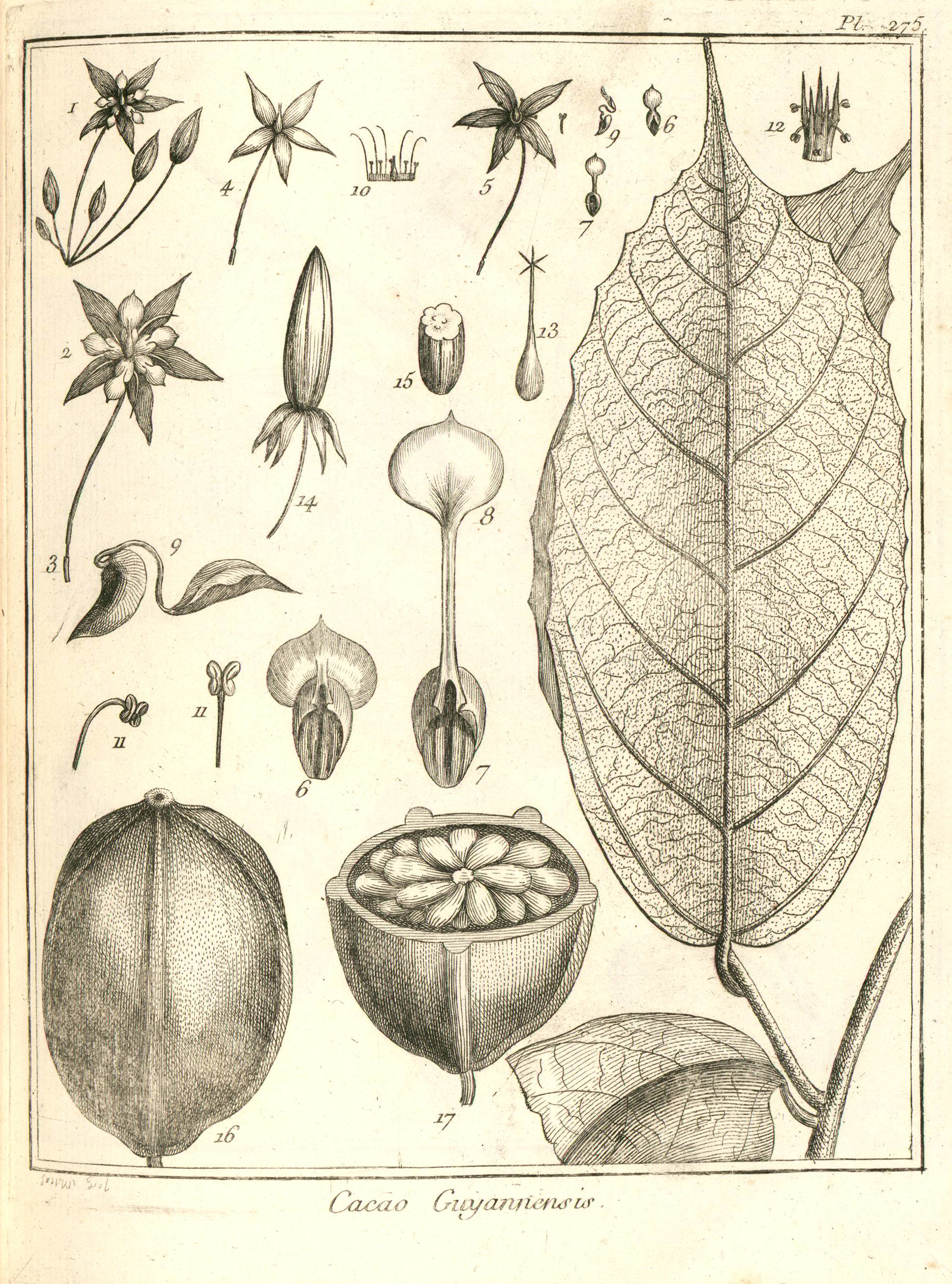
Illustration von Theobroma velutinum

### Vegetative Merkmale
Die Kakaobaum-Arten sind Bäume. Die wechselständig angeordneten Laubblätter sind relativ großen und ganzrandigen.

### Generative Merkmale
Die relativ kleinen Blüten stehen einzeln oder in trugdoldigen Blütenstand, meist am Stamm (Kauliflorie) oder an größeren Ästen (Ramiflorie).
Die zwittrigen Blüten sind radiärsymmetrisch und fünfzählig mit doppelter Blütenhülle. Die fünf Kelchblätter sind nur an ihrer Basis verwachsen. Die fünf Kronblätter sind im unteren Bereich stark konkav, werden im mittleren Teil schmäler und sind im äußeren Bereich spatelförmig. Es gibt fünf Gruppen mit je ein bis drei Staubblätter, die abwechselnd zu fünf Staminodien angeordnet sind. Die sitzenden Fruchtknoten sind fünffächerig mit zahlreichen Samenanlagen je Kammer. Die Narbe ist fünflappig.
Die Früchte sind große Beeren (Panzerbeeren) (oder nach anderer Auffassung Steinfrüchte) mit zahlreichen im „Fruchtfleisch“ eingebetteten Samen.

## Vorkommen
Das natürliche Verbreitungsgebiet der Arten liegt im tropischen Mittel- und Südamerika. Sie wachsen meist im Unterholz tropischer Regenwälder.

## Systematik

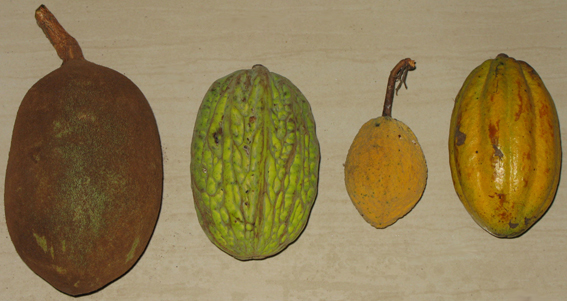
Von links nach rechts: Früchte von Theobroma grandiflorum, Theobroma bicolor, Theobroma speciosum, Theobroma cacao

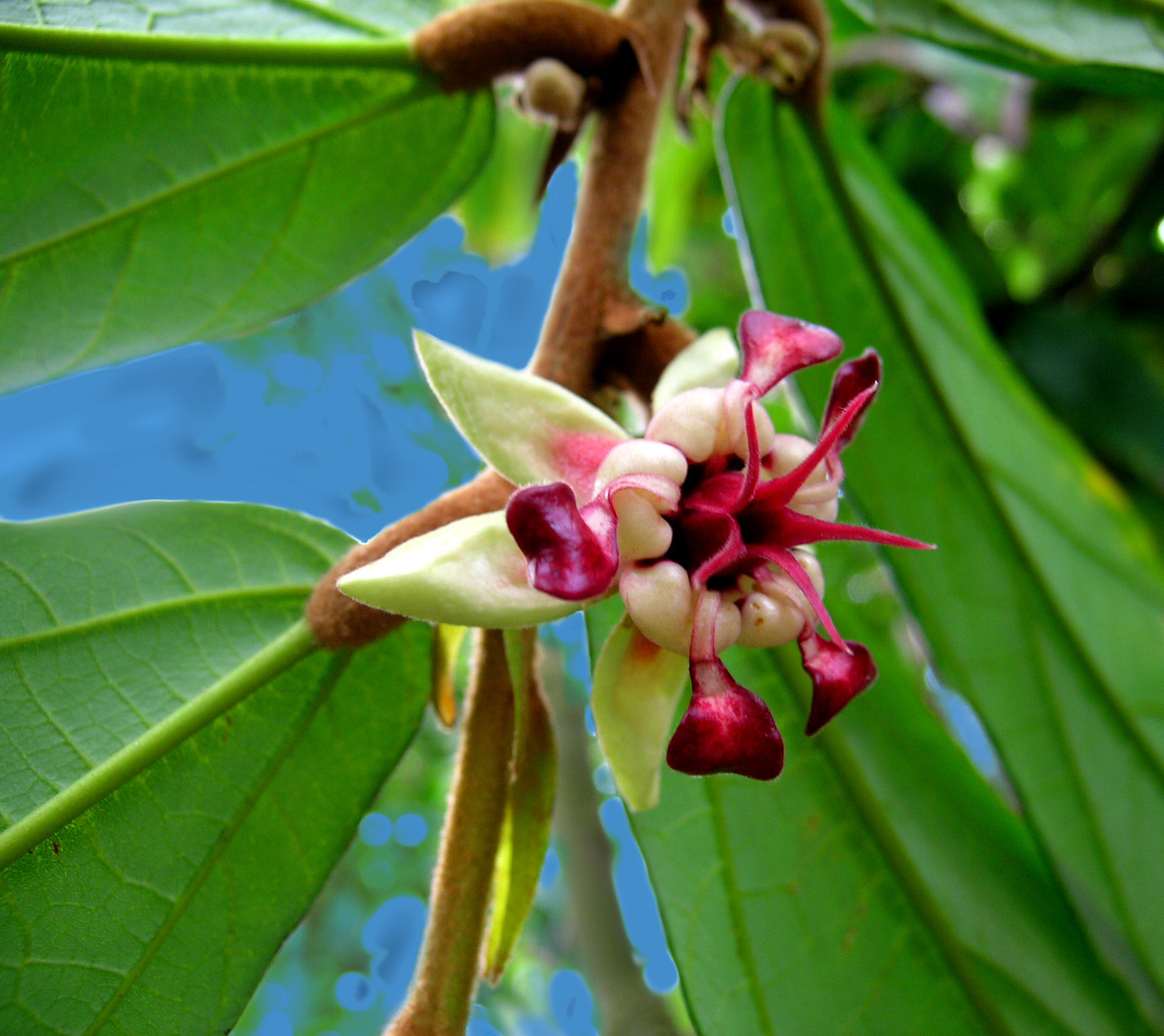
Cupuaçu (Theobroma grandiflorum) in Blüte

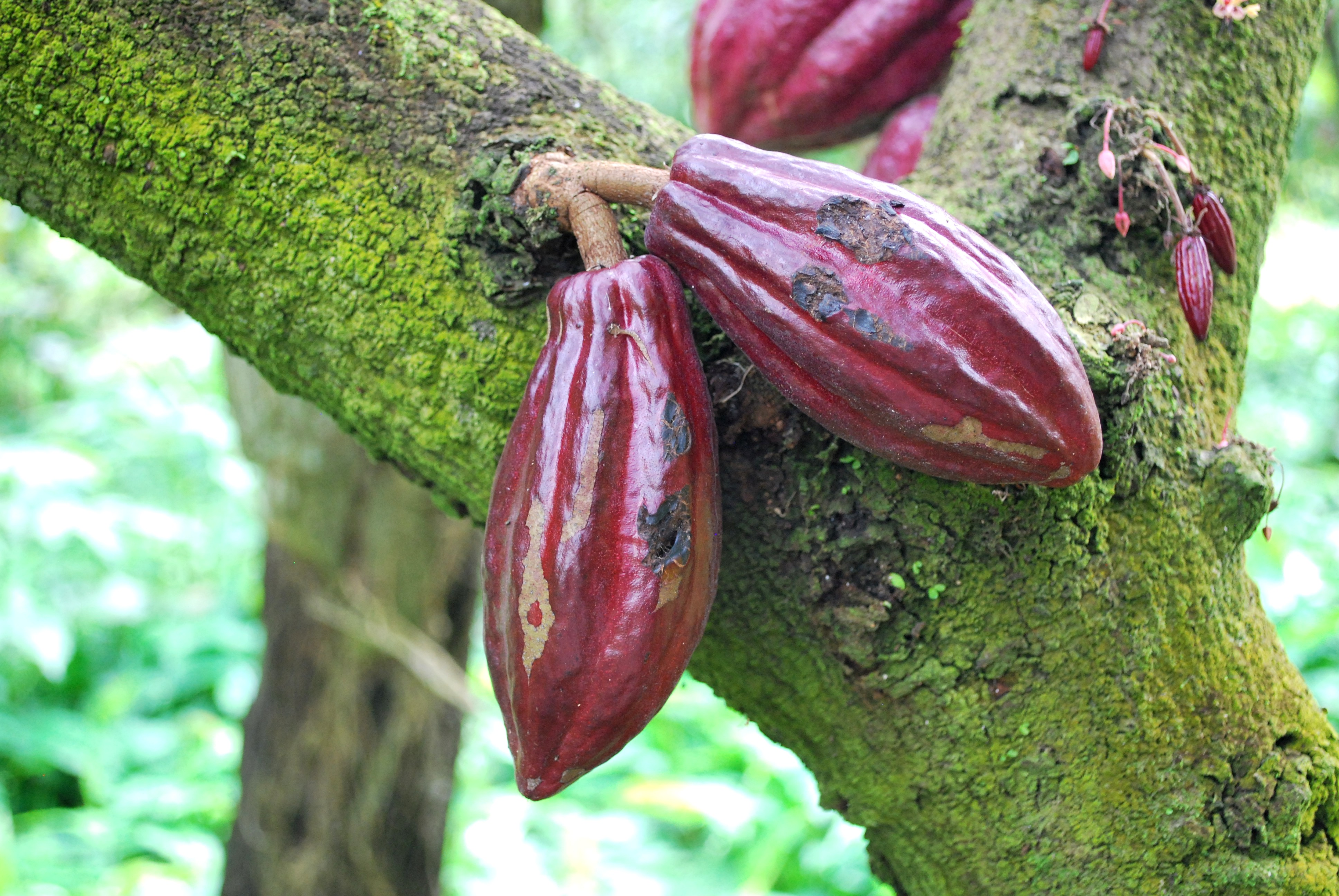
Kakaobaum (Theobroma cacao) mit Früchten

Die Gattung wurde 1753 durch Carl von Linné im zweiten Band der Species Plantarum aufgestellt. Der von Linné gewählte Gattungsname Theobroma leitet sich von den griechischen Worten altgriechisch θεός theos für „Gott“ und βρῶμα brōma für „Speise“ ab, bedeutet zusammen also „Götterspeise“; damit verweist der Name auf die vor allem  aus der Art Theobroma cacao hergestellten Produkte Kakao und Schokolade.
Die Gattung Theobroma gehört zur Tribus Theobromateae in der Unterfamilie Byttnerioideae innerhalb der Familie der Malvengewächse (Malvaceae).
Es werden etwa 22 Arten unterschieden, darunter:
- Theobroma angustifolium Sessé & Moc. ex DC.: Die Heimat ist Nicaragua, Costa Rica und Panama.[4]
- Theobroma bernoullii Pittier: Die Heimat ist Panama und Kolumbien.[4]
- Theobroma bicolor Humb. & Bonpl.: Es ist wahrscheinlich in Mittelamerika beheimatet.[4]
- Kakaobaum (Theobroma cacao L.): Die Heimat ist Mexiko, Belize, Guatemala und das nördliche Südamerika.[4]
- Theobroma canumanense Pires & Fróes ex Cuatrec.: Die Heimat ist das nördliche Brasilien.[5]
- Theobroma cirmolinae Cuatrec.: Die Heimat ist Kolumbien.[5]
- Theobroma gileri Cuatrec.: Die Heimat ist Kolumbien und Ecuador.[4]
- Theobroma glaucum H. Karst.: Die Heimat ist Kolumbien, Ecuador, Peru und Brasilien.[4]
- Theobroma grandiflorum (Willd. ex Spreng.) K.Schum. – Cupuaçu oder Großblütiger Kakao: Seine Heimat ist Brasilien.[4]
- Theobroma hylaeum Cuatrec.: Die Heimat ist Panama und Kolumbien.[4]
- Theobroma mammosum Cuatrec. & Jorge León: Die Heimat ist Costa Rica.[4]
- Theobroma microcarpum Mart.: Die Heimat ist Brasilien.[4]
- Theobroma nemorale Cuatrec.: Die Heimat ist Kolumbien.[5]
- Theobroma obovatum Klotzsch ex Bernoulli: Die Heimat ist Kolumbien, Peru und Brasilien.[4]
- Theobroma simiarum Donn. Sm.: Die Heimat ist Nicaragua, Costa Rica, Panama, Kolumbien und Ecuador.[4]
- Theobroma sinuosum Pav. ex Huber: Die Heimat ist Peru.[4]
- Theobroma speciosum Willd. ex Spreng.: Die Heimat ist Ecuador, Bolivien, Peru und Brasilien.[4]
- Theobroma subincanum Mart.: Die Heimat ist Kolumbien, Venezuela, Französisch Guiana, Peru und Brasilien.[4]
- Theobroma sylvestre Aubl. ex Mart. in Buchner: Die Heimat ist Brasilien.[4]
- Theobroma velutinum Benoist: Die Heimat ist Guyana, Suriname und Brasilien.[4]

## Verwendung
Aus den Samen des Kakaobaums (Theobroma cacao), aber auch anderer Arten wie Theobroma bicolor und Theobroma grandiflorum werden Kakao und Schokolade hergestellt. Untergeordnet wird regional auch das Fruchtfleisch (Kakaopulpe) verzehrt.

## Nachweise